# استیون لیندزی
استیون واین لیندزی (به انگلیسی: Steven Wayne Lindsey) فضانورد اهل کشور ایالات متحده آمریکا است که در ۲۴ اوت ۱۹۶۰ میلادی در آرکادیا، کالیفرنیا زاده شد. وی در مأموریت اس‌تی‌اس-۸۷، اس‌تی‌اس-۹۵، اس‌تی‌اس-۱۰۴، اس‌تی‌اس-۱۲۱، اس‌تی‌اس-۱۳۳ حضور داشته است.